# オールド・ナッソー反応
オールド・ナッソー反応もしくはハロウィーン反応とは、はじめ無色透明である溶液がオレンジ色となった後、黒色へと変化する時計反応である。この反応は、プリンストン大学の2人の学部学生によって発見された。彼らは、水銀(II)イオンがヨウ素時計反応を阻害し、オレンジ色のヨウ化水銀(II)を生成する現象について研究していた。オレンジと黒はプリンストン大学のスクールカラーである。また、「オールド・ナッソー」は、プリンストン大学構内の歴史的な建造物であるナッソーホールの愛称であり、同大学の校歌のタイトルでもある。

## 反応機構
1. Na2S2O5 + H2O → 2 NaHSO3
ピロ亜硫酸ナトリウムの加水分解により亜硫酸水素ナトリウムが生じる。
2. IO3- + 3 HSO3- → I- + 3 SO42- + 3 H+
ヨウ素酸イオンが亜硫酸水素イオン（英語版）によって還元されてヨウ化物イオンとなる。
3. Hg2+ + 2 I- → HgI2
ヨウ化物イオンは、水銀(II)イオンが消費され尽くされるまでヨウ化水銀(II) の沈殿（橙色）の生成によって消費される。
4. IO3- + 5 I- + 6 H+ → 3 I2 + 3 H2O
一方、ヨウ素酸イオンとヨウ化物イオンの均等化（英語版）によってヨウ素が生じる（遅い反応）。
5. I2 + HSO3- + H2O → 2 I- + SO42- + 3 H+
亜硫酸水素イオンが消費され尽くされるまでは、4の反応で生じたヨウ素はヨウ化物イオンに還元される（速い反応）。
6. I2 + デンプン → ヨウ素–デンプン錯体
亜硫酸水素イオンがなくなると、再び4の反応を経てヨウ素が生成し、デンプンとの間でヨウ素–デンプン錯体（青紫色ないしは黒色）が形成される。